# 2012 (bande originale du film)
Albums de Harald Kloser et Thomas Wander
10 000
(2008) Anonymous
(2011)
2012 Original Motion Picture Soundtrack est la bande originale du film 2012 de Roland Emmerich sorti en 2009. Elle a été composée par Harald Kloser et Thomas Wander.
La chanson Time for Miracles, introduite au générique de fin est une version inédite du titre. Elle fut enregistrée une seconde fois, spécialement pour le film, par Adam Lambert, l'auteur du morceau.
Les acteurs George Segal et Blu Mankuma formant le duo de jazz dans le film, interprètent la chanson It Ain't The End Of The World.
| No  | Titre                         | Interprète(s)               | Durée |
| --- | ----------------------------- | --------------------------- | ----- |
| 1.  | Time for Miracles             | Adam Lambert                | 4:43  |
| 2.  | Constellation                 |                             | 1:30  |
| 3.  | Wisconsin                     |                             | 1:14  |
| 4.  | U.S. Army                     |                             | 2:20  |
| 5.  | Ready To Rumble               |                             | 1:42  |
| 6.  | Spirit of Santa Monica        |                             | 1:21  |
| 7.  | It Ain't The End Of The World | George Segal et Blu Mankuma | 2:52  |
| 8.  | Great Kid                     |                             | 2:17  |
| 9.  | Finding Charlie               |                             | 1:45  |
| 10. | Run Daddy Run                 |                             | 1:14  |
| 11. | Stepping Into The Darkness    |                             | 1:35  |
| 12. | Leaving Las Vegas             |                             | 1:44  |
| 13. | Ashes In D.C.                 |                             | 4:19  |
| 14. | We Are Talking The Bentley    |                             | 3:43  |
| 15. | Nampan Plateau                |                             | 2:51  |
| 16. | Saving Caesar                 |                             | 2:09  |
| 17. | Adrian's Speech               |                             | 1:41  |
| 18. | Open The Gates!               |                             | 2:16  |
| 19. | The Impact                    |                             | 1:49  |
| 20. | Suicide Mission               |                             | 2:06  |
| 21. | 2012 The End Of The World     |                             | 1:24  |
| 22. | Collision With Mount Everest  |                             | 1:09  |
| 23. | The End Is Only The Beginning |                             | 5:44  |
| 24. | Fades Like A Photograph       | Filter                      | 4:19  |